# Sahún (kommunhuvudort)
Sahún är en kommunhuvudort i Spanien.   Den ligger i provinsen Provincia de Huesca och regionen Aragonien, i den nordöstra delen av landet, 400 km nordost om huvudstaden Madrid. Sahún ligger 1 097 meter över havet och antalet invånare är 323.
Terrängen runt Sahún är huvudsakligen bergig, men åt nordväst är den kuperad. Sahún ligger nere i en dal. Runt Sahún är det mycket glesbefolkat, med 7 invånare per kvadratkilometer. Närmaste större samhälle är Benasque, 5,7 km nordost om Sahún. I omgivningarna runt Sahún växer i huvudsak blandskog.